# Samaritan's Purse
Samaritan's Purse es una organización internacional cristiana humanitaria evangélica sin fines de lucro que proporciona asistencia a las personas para proyectos de desarrollo o en crisis. Su sede se encuentra en  Boone, Estados Unidos y su presidente es Franklin Graham.

## Historia
Samaritan's Purse fue fundada por el pastor bautista Robert Pierce (Bob) en 1970, en  Boone, en Carolina del Norte. El nombre de la ONG proviene de la parábola de la buen samaritano. Franklin Graham (el hijo del evangelista Billy Graham) se convierte en el presidente de la ONG en 1978, después de la muerte del fundador.
En 2022, cuenta con oficinas en Australia, Canadá, Alemania, Irlanda, Hong Kong,Colombia, Bolivia los Países Bajos y el Reino Unido, la organización proporciona asistencia en más de 100 países.

## Programas

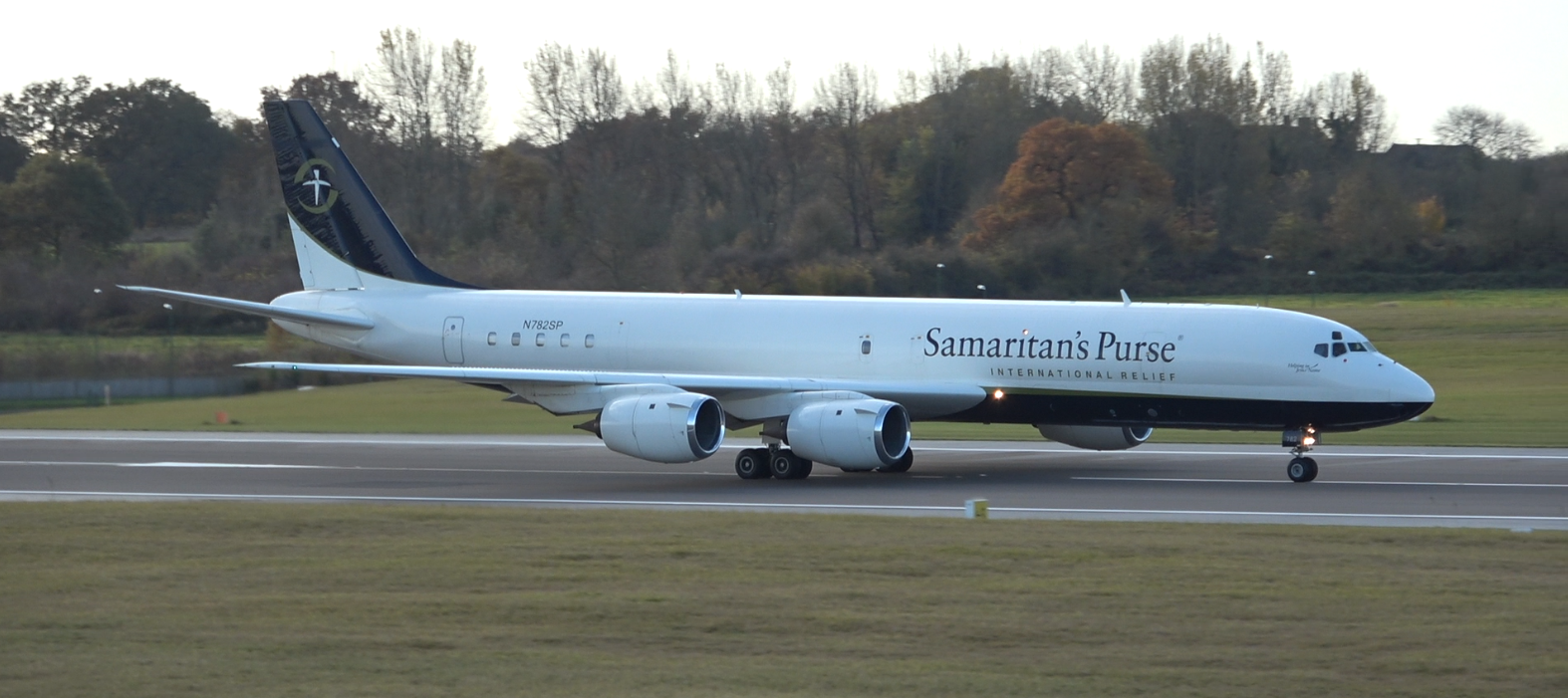
Uno de los aviones de Samaritan's Purse utilizados para el transporte de emergencia de necesidades básicas y trabajadores humanitarios en Birmingham, Inglaterra, 2019

Ofrece varios programas de asistencia durante una situación de crisis.
Samaritan's Purse tiene una flota de 21 aviones y 2 helicópteros para el transporte de emergencia de necesidades básicas y trabajadores humanitarios.
Ella es también conocida por sus "Regalos Operación Navidad" a los destinos en el Sur de los niños, fundada en 1990.